# Karl Patterson Schmidt
Karl Patterson Schmidt, född 19 juni 1890 i Lake Forest, Illinois, död 26 september 1957 i Chicago, var en amerikansk herpetolog.
Schmidt var mellan 1916 och 1922 medabetare vid American Museum of Natural History i New York med Gladwyn Kingsley Noble och Mary Cynthia Dickerson som museets ledare. Mellan 1922 och 1940 var han kurator för groddjurs- och kräldjusavdelningen vid Field Museum of Natural History i Chicago. Han blev 1941 kurator för hela zoologiavdelningen. Schidt utförde flera expeditioner, bland annat till Guatemala.
Aret 1957 blev han biten av en ung boomslang (Dispholidus typus). Schidt trodde att giftet var ofarligt och han tog ingen medicin. Han avled efter nagra dagar.

## Verk i urval
- Amphibians and Reptiles oft he Chicago Region (1935)
- Field Book of Snakes of the US and Canada (1941, tillsammans med D. D. Davis)